# José Cardoso de Moura Brasil

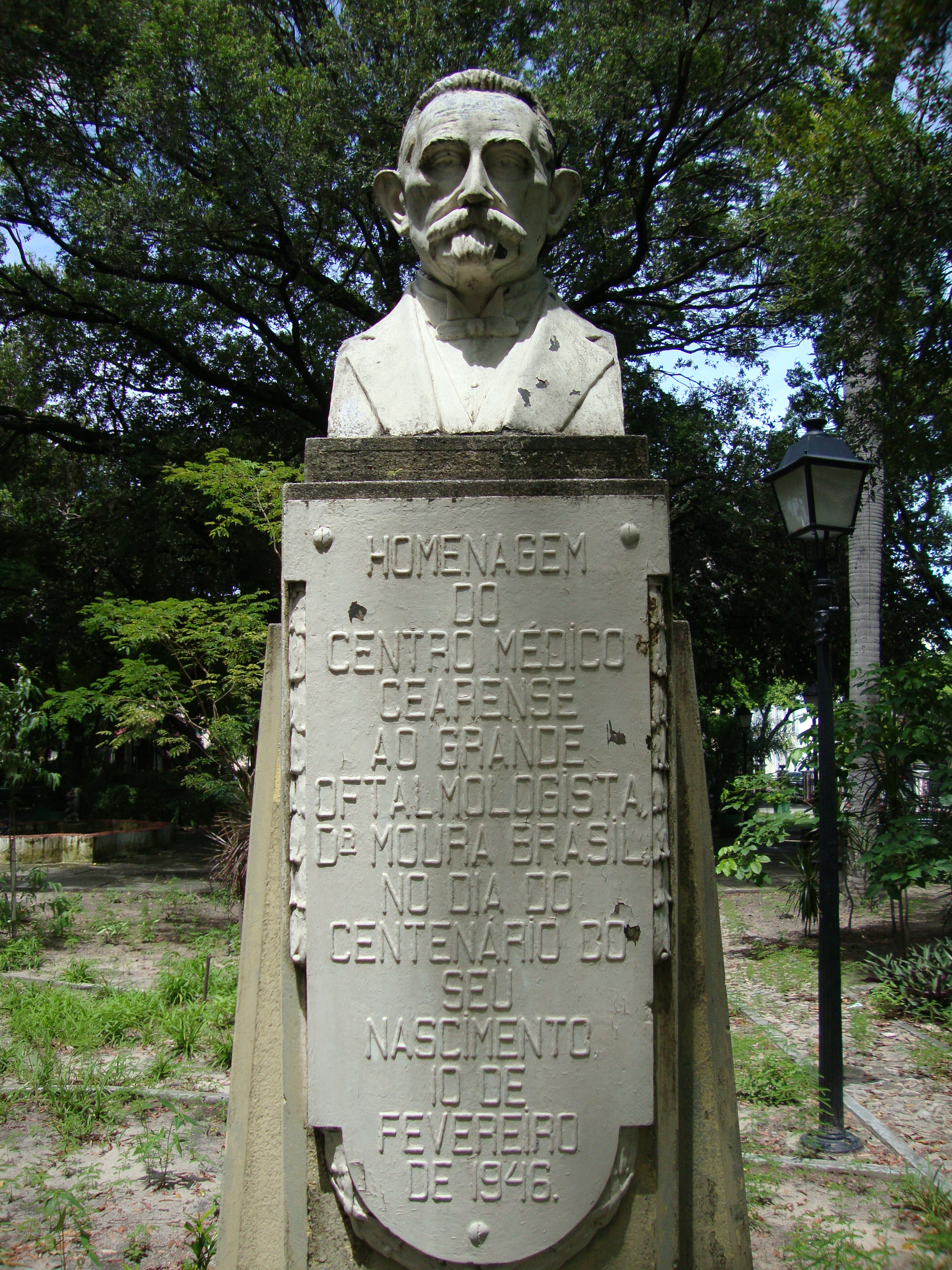
Busto do cientista oftalmico no Passeio Público de Fortaleza

José Cardoso de Moura Brasil, mais conhecido como Dr. Moura Brasil (Iracema, 10 de fevereiro de 1848 - Rio de Janeiro, 31 de dezembro de 1928) foi um médico oculista brasileiro, um dos mais notáveis de seu tempo, patrono de uma das cadeiras da Academia Nacional de Medicina.
Foi o criador do centenário colírio que leva seu nome, e que continua a ser produzido por um grande laboratório, e avô do também oftalmologista Oswaldo Moura Brasil.

## Infância e primeiros anos
Era filho do Tenente Coronel José Cardoso Brasil e de Theresa Maria de Moura Brasil; nasceu no então povoado de Caixo-só, que era termo do Pereiro e foi batizado na então vila de Apodi, no Rio Grande do Norte.
Ainda em vida seu local de nascimento foi disputado pelo Rio Grande do Norte; em face disto, o próprio Moura Brasil escreveu, em 15 de julho de 1901: 
"Em 1845 meu pai, Tenente coronel José Cardoso Brasil, residia em sua fazenda - Passagem Franca - no Rio Grande do Norte, muito perto dos limites da província do Ceará; mas meus avós maternos, Antônio Ferreira de Moura e D. Maria Joaquina de Moura, e minha avó paterna, D. Feliciana, que viveu 105 anos, residiam na pequena povoação de Caixa-só, hoje vila de Iracema. 
Meus pais costumavam passar as festas do Natal na pequena povoação em companhia dos meus avós. Minha mãe, em adiantado estado de gravidez, demorou-se ali pela conveniência da companhia, e em princípio de 1846 tive a fortuna de respirar o puro ar cearense naquela pequena localidade, onde tantas vezes expandiu-se desatenta a minha infância. 
Por ocasião da seca de 1845, meu pai, no desempenho das funções de delegado de polícia, teve de punir furtos de gado, em que se acharam envolvidas pessoas das suas relações; desgostoso mudou-se nos primeiros meses de 1846 para a fazenda Atrás da Serra, no Riacho do Figueiredo, a 4 léguas do Caixa-só, e 3 da Passagem Franca, fazenda que ainda hoje é conservada sob minha posse por herdeiros de um irmão. 
Eis porque nasci no Ceará, e igual honra me caberia se tivesse pela primeira vez visto a luz na fazenda Passagem Franca, do Rio Grande do Norte, a qual ainda deve pertencer aos herdeiros de meu falecido irmão Joaquim Cardoso. 
Entretanto batizei-me na antiga vila do Apodi, onde residiam meus padrinhos, Antônio Nunes de Oliveira e D. Mariana.
Iniciou seus estudos em casa do Major Vicente Borges Gurjão, em 1861, no Pereiro; em 1865 foi para Fortaleza onde se matriculou no Liceu daquela capital fazendo no mesmo ano os exames de francês e de filosofia.

## Formação e vida profissional
Em 1866 mudou-se para Salvador fazendo ali os cursos preparatórios e ingressou na Faculdade de Medicina em 15 de março de 1867, da qual formou-se laureado a 30 de novembro de 1872, mesmo dia em que se casou com Maria Emília Machado.
Pouco tempo depois seguiu para a Europa a fim de aperfeiçoar-se na oftalmologia e de tal forma teve sucesso que Wecker o escolheu para chefiar sua clínica.
Retornando ao Ceará em 1875, realizou mais de mil consultas quatrocentas operações, atendendo na Santa Casa de Misericórdia e granjeando a admiração e reconhecimento da sociedade e de seus pares – ali ficando até 24 de setembro de 1876, data em que se estabeleceu no Rio de Janeiro, então a capital do Império.
No Rio estabeleceu clínica à rua do Ouvidor e obteve igual êxito e reconhecimento, além de agir com caridade para com os necessitados; em 1882 fundou na cidade uma Policlínica e ingressou na então chamada Academia Imperial de Medicina, entidade que presidiu pela última vez com este nome em 1889 e foi o primeiro com o atual de Academia Nacional de Medicina, até 1891.
Ainda em vida, na década de 1890, um telegrama apócrifo deu aos cearenses a falsa notícia de sua morte, e logo todo comércio de Fortaleza fechou suas portas em sinal de luto.  Foi um dos primeiros moradores do bairro de Ipanema.
Morreu no Rio, aos oitenta anos de idade.

## Homenagens e reconhecimento
Moura Brasil é lembrado no livro Baú de Ossos do escritor Pedro Nava; obra memorial, o escritor lembra-se de quando sua mãe, Diva Mariana, muda-se com a família para o Rio de Janeiro no final da década de 1890 a fim de tratar-se com ele de problemas nos olhos, no dizer do autor: “Senão, cegueira...”.
No centenário de seu nascimento (1948) foi inaugurado um busto em sua homenagem pelo "Centro Médico Cearense", em Fortaleza, no largo do Passeio Público.